# Pursuit to Algiers
Pursuit to Algiers  este un film de mister din 1945 regizat de Roy William Neill, cu Basil Rathbone în rolul lui Sherlock Holmes și Nigel Bruce ca Dr. Watson, al 12-lea din cele paisprezece astfel de filme în care a fost implicată perechea de actori.

## Distribuție
- Basil Rathbone - Sherlock Holmes
- Nigel Bruce - Dr. Watson
- Marjorie Riordan - Sheila Woodbury
- Rosalind Ivan - Agatha Dunham
- Morton Lowry - Steward
- Leslie Vincent - Prince Nikolas, aka "Nikolas Watson"
- Martin Kosleck - Mirko
- Rex Evans - Gregor
- John Abbott - Jodri
- Gerald Hamer - Kingston
- William 'Wee Willie' Davis - Gubec
- Tom Dillon - Restaurant Owner
- Frederick Worlock - Prim-Ministru
- Sven Hugo Borg - Johansson